# Klesem (Kebonagung)
Klesem is een bestuurslaag in het regentschap Pacitan van de provincie Oost-Java, Indonesië. Klesem telt 3129 inwoners (volkstelling 2010).